# Cantone di Saint-Herblain-Est
Il Cantone di Saint-Herblain-Est era una divisione amministrativa dell'Arrondissement di Nantes.
È stato soppresso a seguito della riforma complessiva dei cantoni del 2014, che è entrata in vigore con le elezioni dipartimentali del 2015.
Comprendeva solo parte del comune di Saint-Herblain.